# چشمه زمزم
چشمه زمزم میربگ، روستایی از توابع بخش شاهیوند شهرستان چگنی در استان لرستان ایران است.

## جمعیت
این روستا در دهستان کشکان جنوبی در بخش شاهیوند قرار دارد و براساس سرشماری مرکز آمار ایران در سال ۱۳۸۵، جمعیت آن ۵۰۳ نفر (۱۰۷خانوار) بوده است
نیمی از اهالی این روستا از طایفه زالی ایل میربگ دلفان می‌باشند و به زبان لکی تکلم و می‌کنند و نیم دیگر اهالی چگنی و شاهیوند لر و لک زبان هستند